# Hulpverleningszone Luxemburg
De Hulpverleningszone Luxemburg (in het Frans: Zone de Secours Luxembourg) is een van de 35 Belgische hulpverleningszones. De zone verzorgt vanuit brandweerposten de brandweerzorg en medische hulpverlening (ambulance) in de provincie Luxemburg.

## Beschermingsgebied
Het beschermingsgebied van de Hulpverleningszone Luxemburg beslaat ongeveer 4.440 km² en omvat alle 44 gemeenten van de provincie Luxemburg, die een gezamenlijke bevolking van ongeveer 280.000 inwoners vertegenwoordigen. Vanaf 1 januari 2025 telt de zone nog 43 gemeenten. De Hulpverleningszone Luxemburg grenst tevens aan de Hulpverleningszone DG, Hulpverleningszone 5 Warche Amblève Lienne, Hulpverleningszone Hemeco, Hulpverleningszone Dinaphi en aan Frankrijk en het Groothertogdom Luxemburg. De onderstaande lijst geeft een overzicht van de 43 gemeenten en hun kenmerken:
| Gemeente            | Bevolkingsaantal (01/01/2024) | Oppervlakte (in km²) |
| ------------------- | ----------------------------- | -------------------- |
| Aarlen              | 31.310                        | 118,64               |
| Attert              | 5.697                         | 70,94                |
| Aubange             | 17.845                        | 45,60                |
| Bastenaken          | 20.688                        | 263,70               |
| Bertrix             | 9.017                         | 137,70               |
| Bouillon            | 5.377                         | 149,09               |
| Chiny               | 5.308                         | 113,69               |
| Daverdisse          | 1.426                         | 56,40                |
| Durbuy              | 11.506                        | 156,61               |
| Érezée              | 3.345                         | 78,44                |
| Étalle              | 6.024                         | 78,10                |
| Fauvillers          | 2.453                         | 74,11                |
| Florenville         | 5.787                         | 146,91               |
| Gouvy               | 5.474                         | 165,11               |
| Habay               | 8.723                         | 103,64               |
| Herbeumont          | 1.750                         | 58,81                |
| Hotton              | 5.706                         | 57,32                |
| Houffalize          | 5.307                         | 166,58               |
| La Roche-en-Ardenne | 4.100                         | 147,52               |
| Léglise             | 5.839                         | 172,92               |
| Libin               | 5.351                         | 139,72               |
| Libramont-Chevigny  | 11.972                        | 177,86               |
| Manhay              | 3.715                         | 119,81               |
| Marche-en-Famenne   | 17.972                        | 121,40               |
| Martelange          | 2.064                         | 29,67                |
| Meix-devant-Virton  | 2.819                         | 54,20                |
| Messancy            | 8.549                         | 52,43                |
| Musson              | 4.668                         | 34,81                |
| Nassogne            | 5.735                         | 111,96               |
| Neufchâteau         | 8.260                         | 113,79               |
| Paliseul            | 5.530                         | 112,96               |
| Rendeux             | 2.707                         | 68,83                |
| Rouvroy             | 2.144                         | 27,68                |
| Sainte-Ode          | 2.720                         | 97,86                |
| Saint-Hubert        | 5.693                         | 111,16               |
| Saint-Léger         | 3.716                         | 35,86                |
| Tellin              | 2.539                         | 56,64                |
| Tenneville          | 2.881                         | 91,81                |
| Tintigny            | 4.605                         | 81,79                |
| Vaux-sur-Sûre       | 6.269                         | 135,87               |
| Vielsalm            | 7.940                         | 139,76               |
| Virton              | 11.368                        | 94,49                |
| Wellin              | 3.147                         | 67,52                |
| TOTAAL              | 295.046                       | 4.439,71             |

## Afbeeldingen

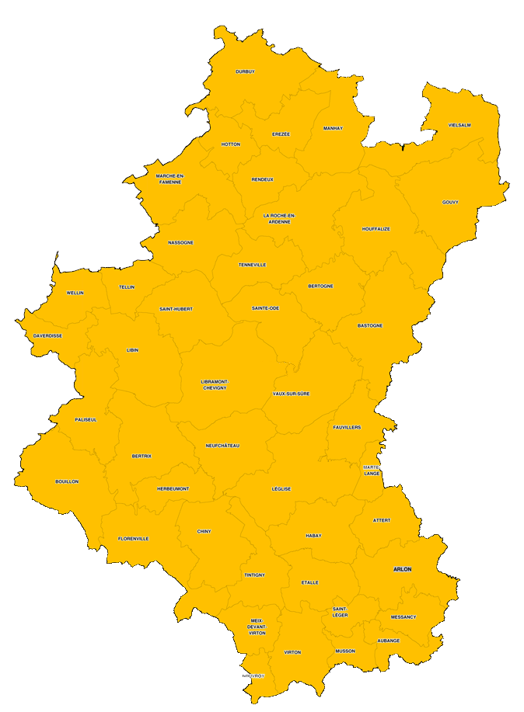
Kaart van de hulpverleningszone
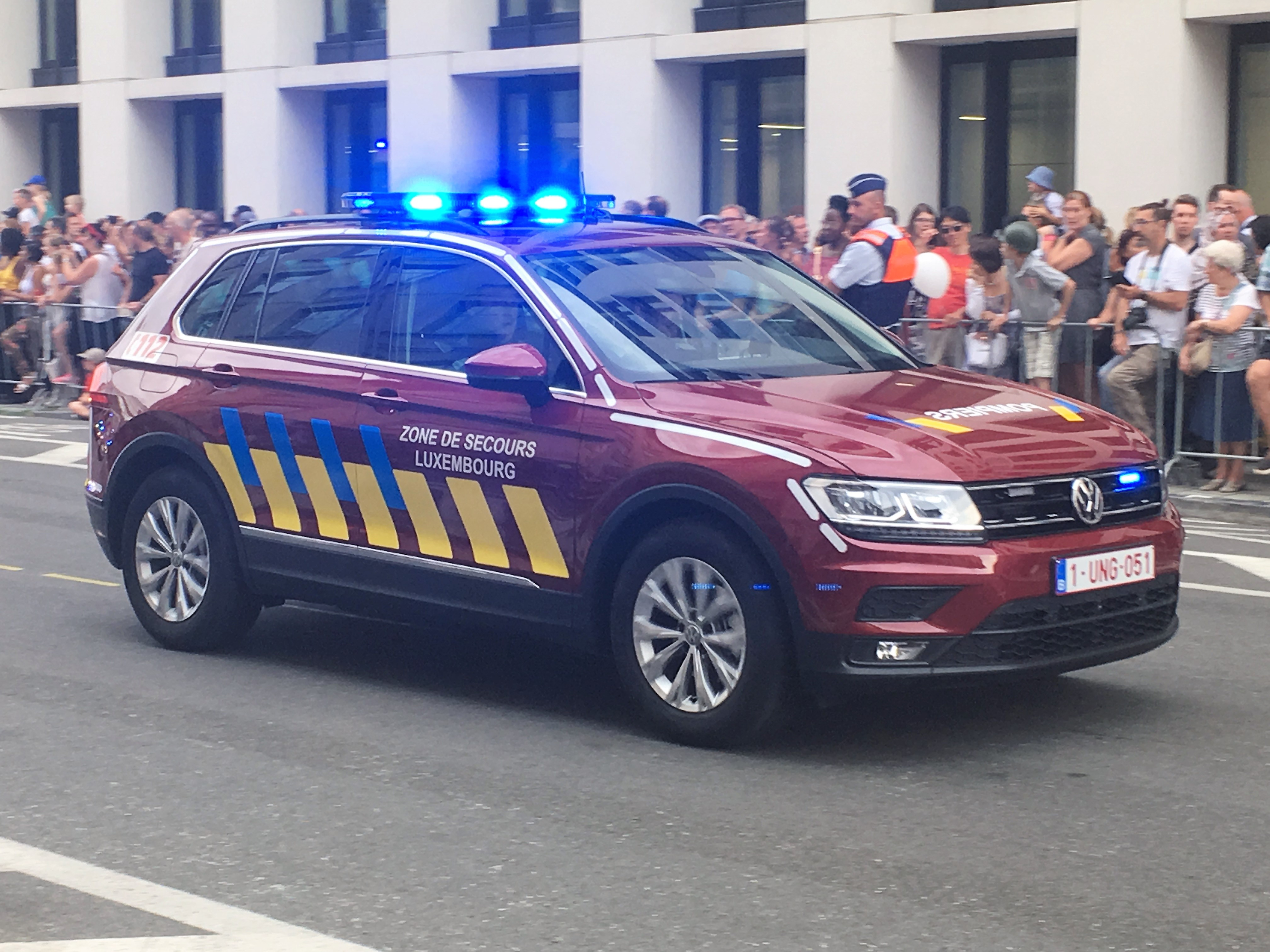
Commandovoertuig van de zone Luxemburg
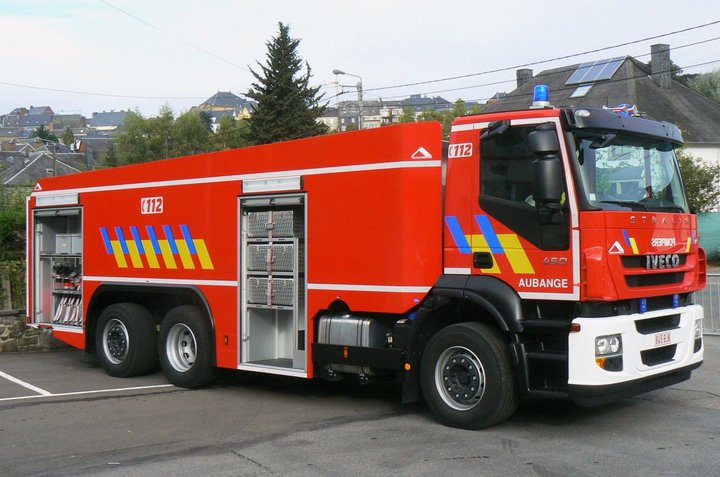
Tankwagen van de zone Luxemburg